# Pałac w Niwnicach
Pałac w Niwnicach (niem. Neuland-Kunzendorf) – zabytkowy pałac we wsi sołeckiej Niwnice, w Polsce, w województwie dolnośląskim, w powiecie lwóweckim, w gminie Lwówek Śląski.
Klasycystyczny obiekt z elementami barokowymi wybudowany w drugiej połowie XVII w., wielokrotnie przebudowywany.

## Historia
Początki pałacu sięgają II poł. XVII w. Znajdujący się w północnej części wsi pałac wybudowała w stylu klasycystycznym rodzina von Nostitz, właściciele tutejszego folwarku, która przeniosła się do nowo wybudowanej rezydencji z pobliskiego Dworu Lipowego. Na początku XIX w. wieś kupił hrabia von Röder, który dokonał restauracji pałacu w stylu barokowym. W kolejnych latach majątek wielokrotnie zmieniał właścicieli. Pod koniec XIX w. pałacem gospodarzył książę Fryderyk Holenderski, od którego po śmierci księcia dobra odkupił w 1883 Walter von Wietersheim. Nowy Właściciel rozpoczął w niwnickim majątku hodowlę owiec i baranów oraz szwajcarskiego i wschodniofryzyjskiego bydła rogatego. Walter rozpoczął wydobycie i przeróbkę gipsu. Początkowo gips stosowany był głównie jako nawóz pod rośliny strączkowe i rzepak. W celu wykorzystania gipsu Wietersheim wzniósł młyn, kruszarnię, palarnię, a także istniejącą i funkcjonującą obecnie fabrykę płyt gipsowych działającą pod współczesną nazwą Nowy Ląd. Na początku XX wieku, w 1901, przeprowadzono kolejną restaurację pałacu pod kierunkiem architekta Engelhardta Gansela z Bolesławca, m.in. autora wiaduktu kolejowego w Bolesławcu. Nowa rezydencja w dalszym ciągu była założona na planie kwadratu i posiadała wewnętrzny dziedziniec, ale dobudowano nowe wejścia w elewacji frontowej i od strony parku. Elewacje boczne wyposażono w balkony, a wiele wnętrz zyskało sklepienia kolebkowe. W czasie I wojny światowej gips wykorzystywany był do wyrobu kwasu siarkowego, gipsu chirurgicznego i jako materiał budowlany do budowy fortyfikacji. W okresie międzywojennym w Niwnicach wydobywano nawet 25 tys. ton gipsu rocznie. W 1937 majątek znajdował się w posiadaniu Alfreda von Wietersheim, który utrzymał produkcje gipsu, jednak zaniechał hodowli owiec koncentrując się natomiast na trzodzie chlewnej. W rękach tej rodziny majątek pozostał aż do końca II wojny światowej. Aby utrzymać wysokie tempo wydobycia gipsu, podczas II wojny światowej do pracy w kopalni i zakładzie przetwórczym sprowadzono francuskich i radzieckich jeńców wojennych. W lutym 1945 ówczesny właściciel pałacu z rodziny von Wietersheim stanął na czele powołanego w Lwówku Śląskim Volksturmu.

### Stan obecny
Działania wojenne ominęły pałac, mimo iż przez kilka dni lutego 1945 trwała we wsi obrona wojsk niemieckich zakończona zwycięstwem wojsk radzieckich. Znajdujący się nieco na uboczu od działań wojennych pałac dzięki temu uniknął zniszczeń i zachował się niemal w niezmienionej formie, jednak oryginalne wyposażenie budowli trafiło w późniejszych latach w ręce szabrowników. Zaraz po zakończeniu wojny majątek został znacjonalizowany. Powojenna adaptacja pałacu była spowodowana przystosowaniem budynku na cele szkoły podstawowej im. Józefa Gielniaka w Niwnicach, która mieści się w budynku do dziś, choć pod koniec 2019 pojawiły się głosy władz gminy Lwówek Ślaski o likwidacji szkoły w Niwnicach ze względu na wysoką nierentowność placówki, małą liczbę uczniów i złe warunki infrastrukturalne. Obiekt jest częścią zespołu pałacowego, w skład którego wchodzi park ze stawem z przełomu XIX i XX wieku z rzadkimi, starymi okazami drzew, w tym pomnikowym jesionem wyniosłym. Całe założenie parkowo-pałacowe o powierzchni 9,7 ha otaczał niegdyś niewysoki mur, którego pozostałości nadal są widoczne. W pobliżu pałacu zachowało się również wiele starych budynków gospodarczych, których stan co roku się pogarsza W okolicy pałacu znajduje się skrytka geocachingowa.

## Opis
Barokowo-klasycystyczny pałac murowany z kamienia i cegły, potynkowany, trzykondygnacyjny, zaprojektowany na planie czworoboku z wewnętrznym dziedzińcem, obecnie przeszklonym. Szczyt budowli przykrywa dwukondygnacyjny dach mansardowy z lukarnami i powiekami. Pałac posiada dwa wejścia: główne i tylne od strony parku. Układ wnętrz pałacu jest dwutraktowy, niektóre wnętrza sal nakryte są sklepieniami kolebkowymi z lunetami. Fasada siedmioosiowa, z głównym wejściem w centralnym trzykondygnacjowym pozornym ryzalicie, zamkniętym trójkątnym szczytem. Od frontu portyk z czterema kolumnami (w tym dwiema doryckimi) podtrzymującymi balkon z kamienną balustradą na pierwszym piętrze. Na drugim piętrze znajduje się również balkon, o połowę mniejszy, podtrzymywany ścianami bocznymi. Kamienną balustradę tego balkonu zdobi centralnie kartusz z herbem rodziny von Wietersheim, właścicieli pałacu w latach 1883–1945. Elewacja tylna jest również siedmioosiowa, z trzyosiową częścią centralną zwieńczoną półkolistym szczytem. Elewacje zachowały podziały ramowe wykonane za pomocą lizen i gzymsów oraz obramowania otworów okiennych i proste nadokienniki.

## Galeria

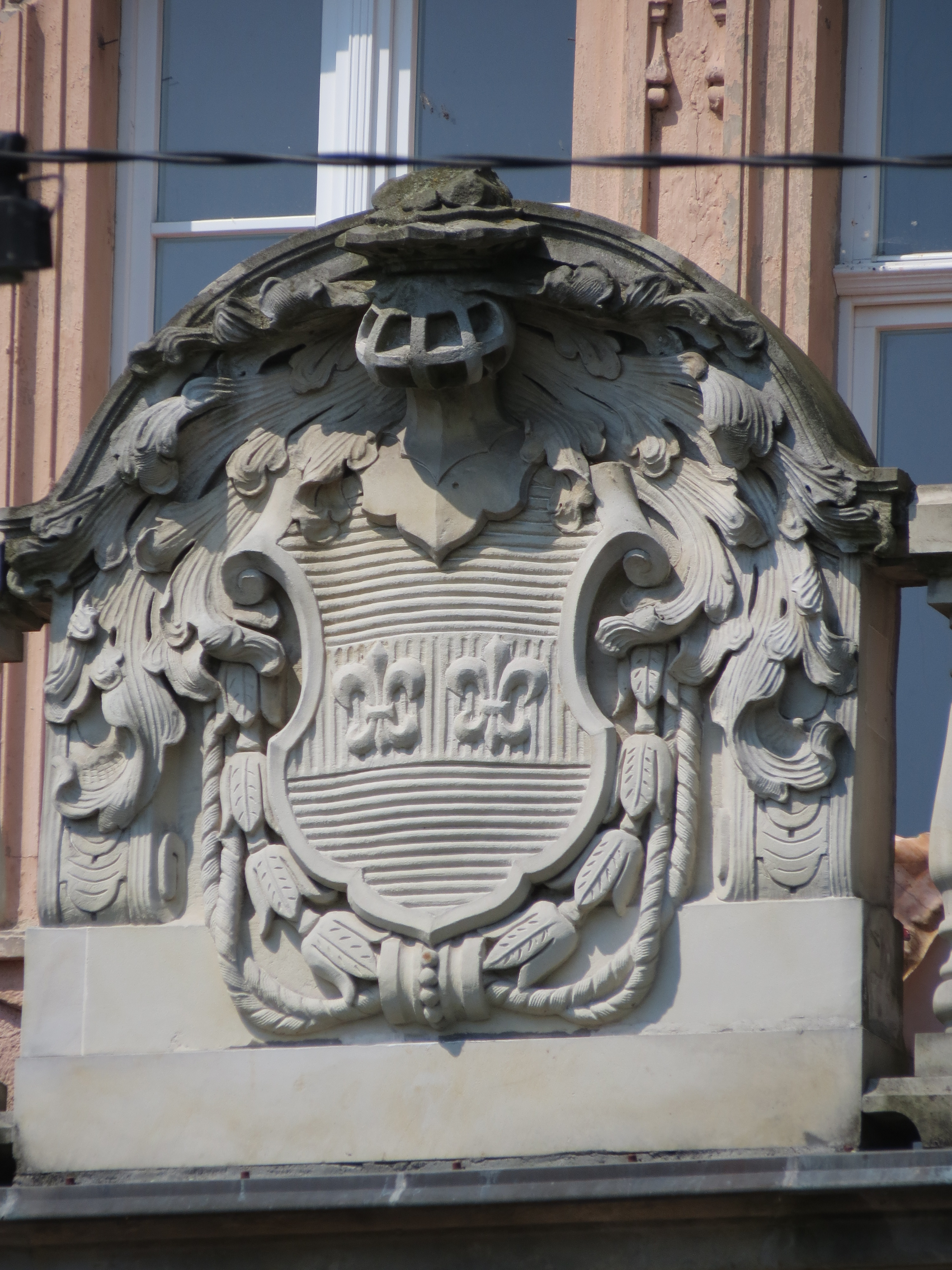
Herb Wietersheim w balustradzie
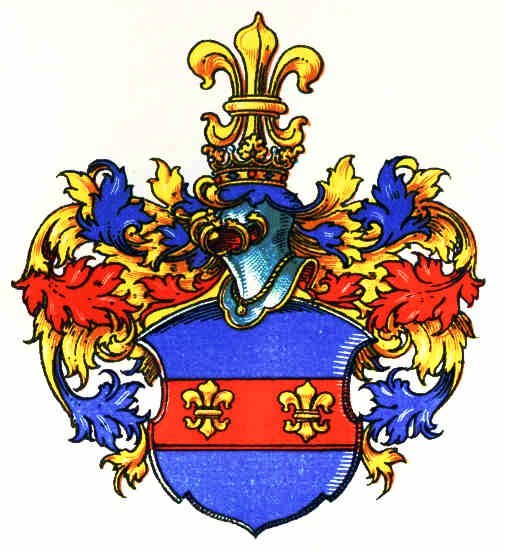
Herb von Wietersheim
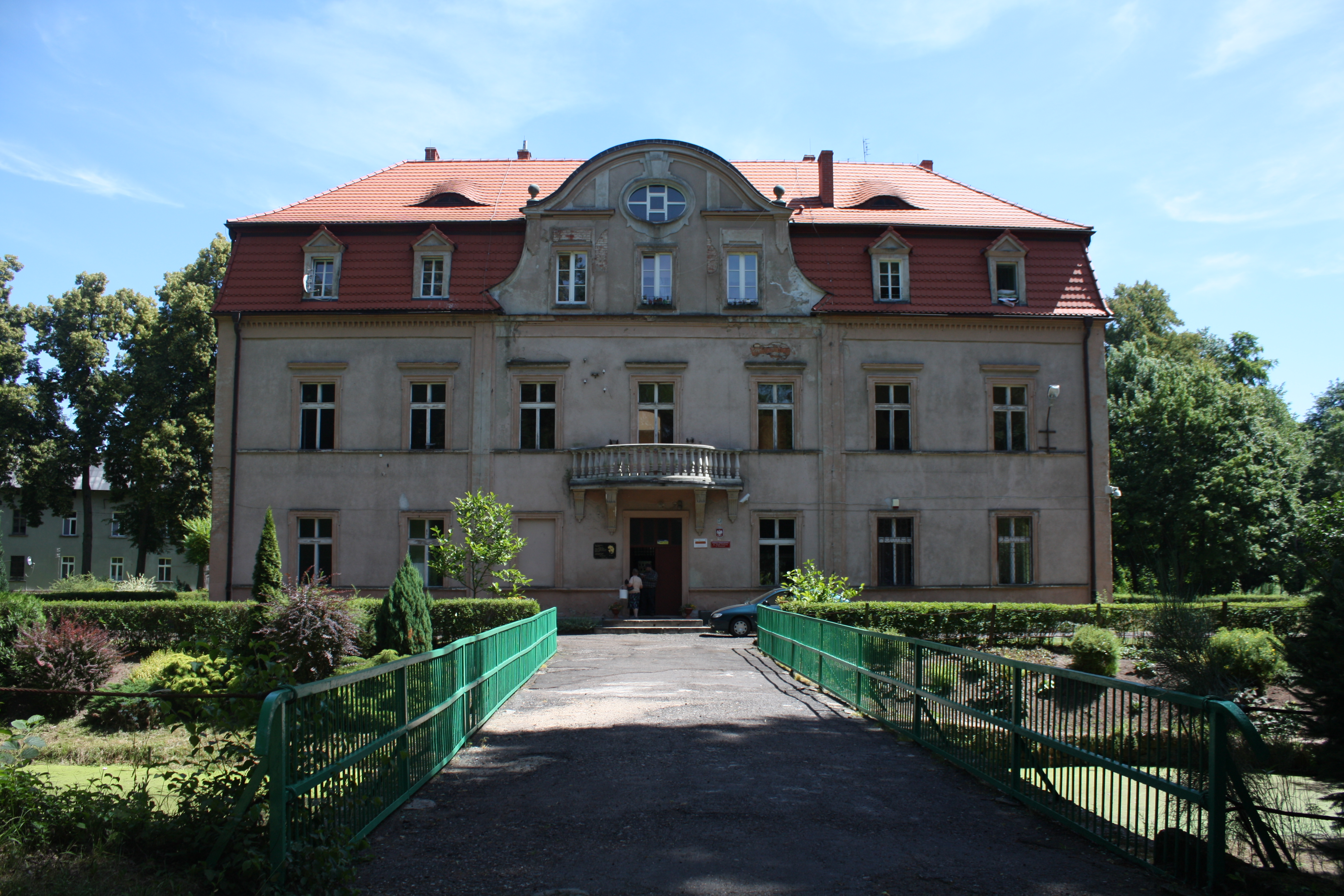
Widok tyłu pałacu
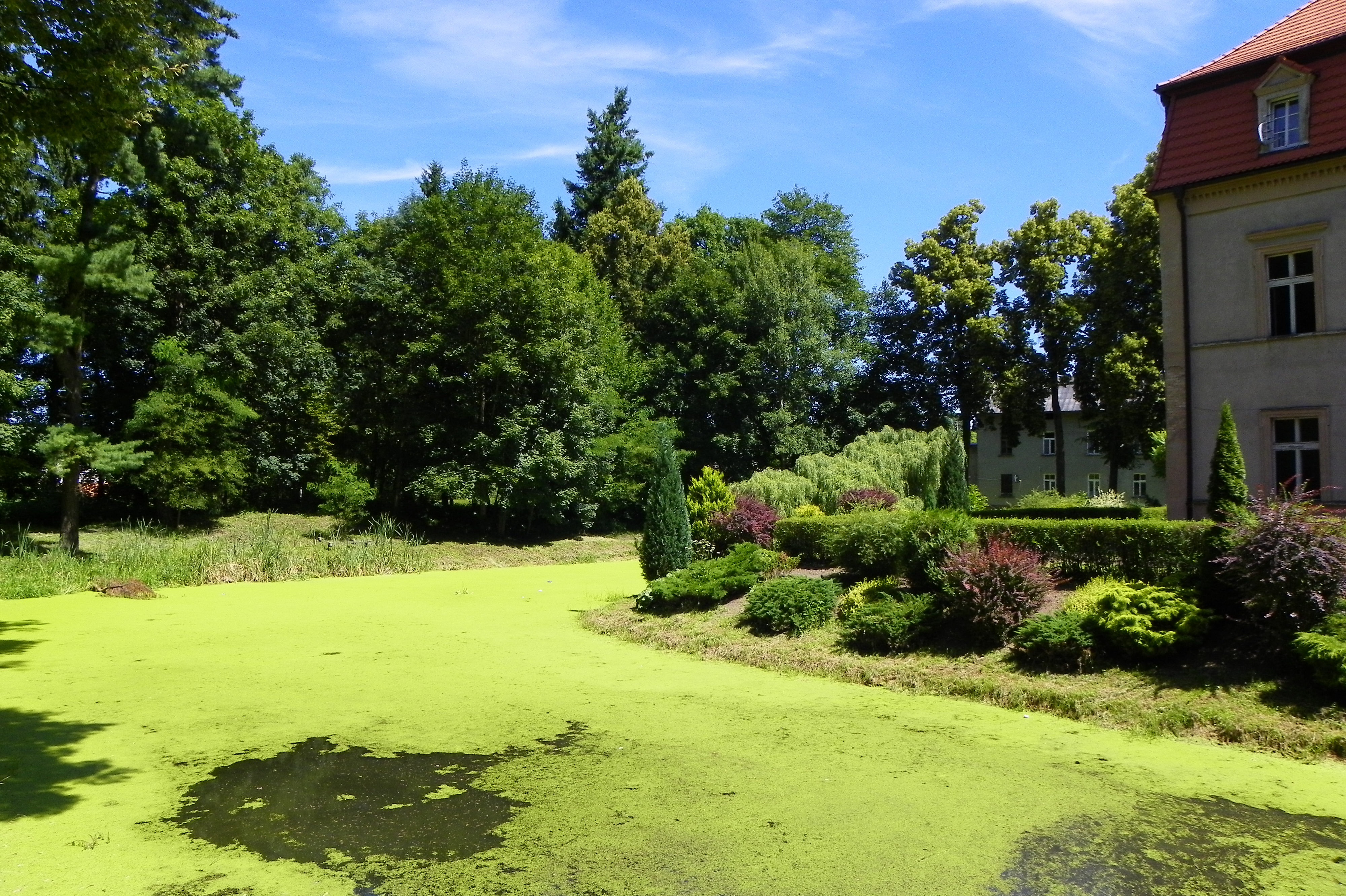
Ogrody pałacowe
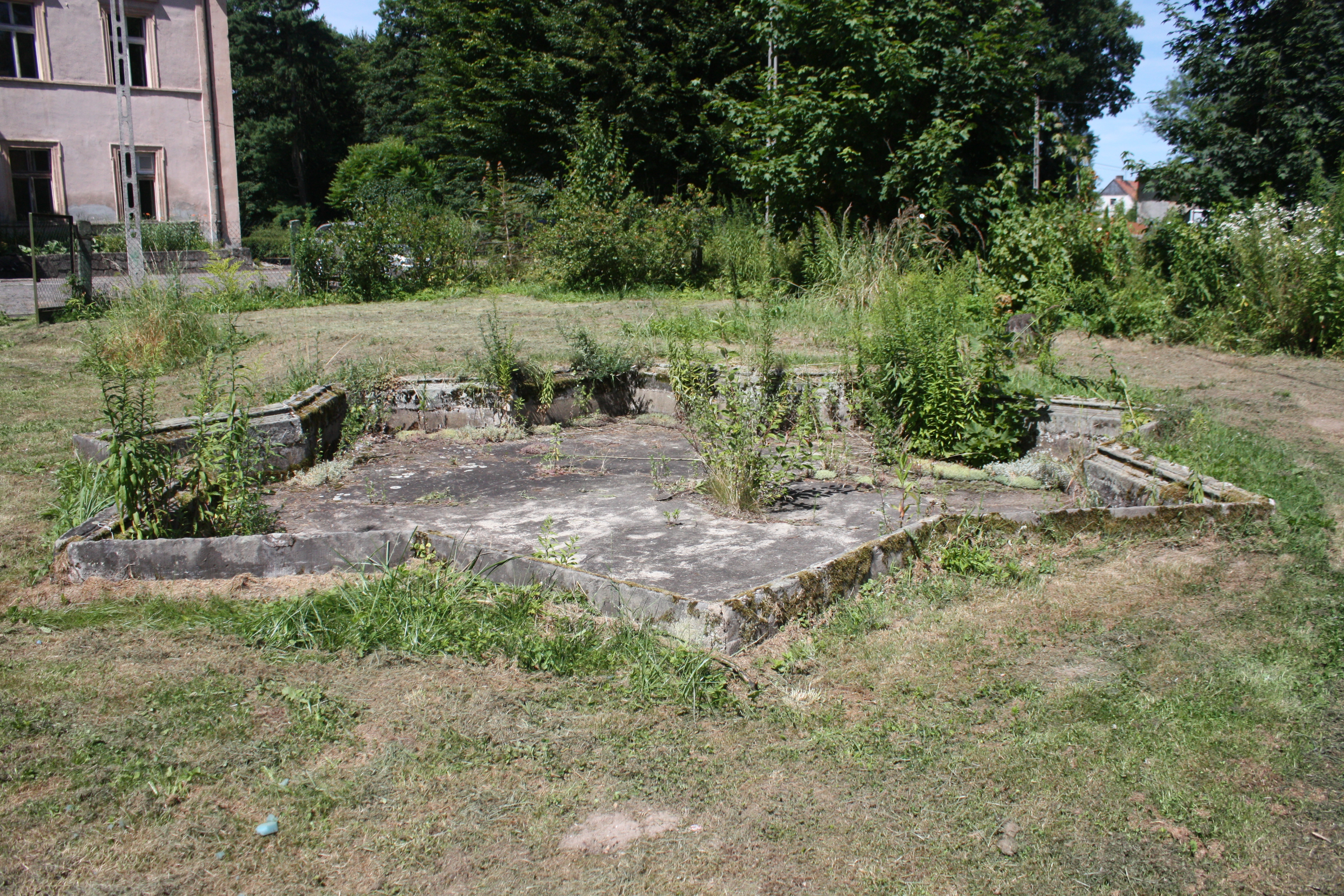
Pozostałości fontanny